# Vlag van Amersfoort

Vlag van Amersfoort

De vlag van Amersfoort bestaat uit drie horizontale banen, waarvan de bovenste en onderste wit zijn en de middelste is rood. Aan de broeking zijn drie vierkanten aangebracht in de kleuren rood-wit-rood, met in het witte vlak een rood kruis. Het kruis en de kleuren komen uit het wapen van Amersfoort.
De vlag is op 28 april 1959 vastgesteld door de gemeenteraad van Amersfoort en kan als volgt worden beschreven:
Drie banen van wit en rood, waarvan de hoogten zich verhouden als 21:20:21, met op elk der banen een vierkant van het een in het ander, ter hoogte van elke baan en op het middelste vierkant een rood kruis met armen ter breedte van 1/5 van de hoogte van de middelste baan.
De ontwerper was stadsarchitect David Zuiderhoek. Het rode kruis op het witte veld in het wapen en de vlag van Amersfoort is het kruis van Sint Joris, patroonheilige van de stad. Het gebruik van dit teken als wapen van steden, streken en landen kwam in zwang nadat Richard Leeuwenhart tijdens de tweede kruistocht zichzelf en zijn leger onder de bescherming van Sint Joris stelde. Het bekendst is de vlag van Engeland. De Sint-Joriskerk in Amersfoort getuigt van de betekenis van de heilige voor de stad.

## Verwant symbool

Het wapen van Amersfoort

Amersfoort 
· Baarn 
· Bunnik 
· Bunschoten 
· De Bilt 
· De Ronde Venen 
· Eemnes 
· Houten 
· IJsselstein 
· Leusden 
· Lopik 
· Montfoort 
· Nieuwegein 
· Oudewater 
· Renswoude 
· Rhenen 
· Soest 
· Stichtse Vecht 
· Utrecht  
· Utrechtse Heuvelrug 
· Veenendaal 
· Vijfheerenlanden 
· Wijk bij Duurstede 
· Woerden 
· Woudenberg 
· Zeist